# Sagi Muki

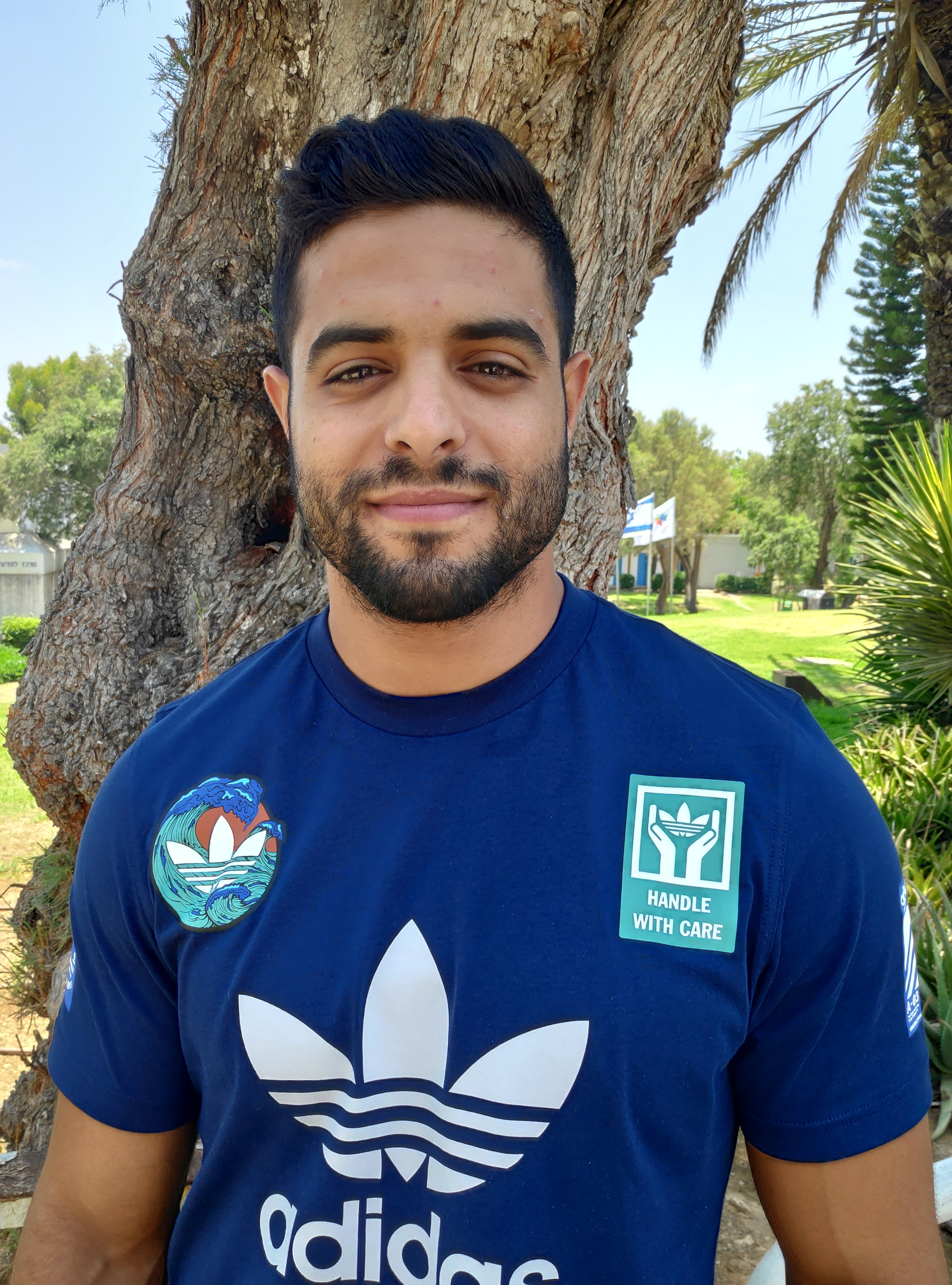
Sagi Muki 2019

Sagi Muki, hebräisch שגיא מוקי (* 17. Mai 1992 in Netanya) ist ein israelischer Judoka und zweimaliger Europameister: 2015 in Baku (in der Klasse bis 73 kg) und 2018 in Tel Aviv (in der Klasse bis 81 kg).
Bis zu den Olympischen Spielen in Rio de Janeiro 2016 trat Muki im Leichtgewicht an und wechselte danach ins Halbmittelgewicht. In der Saison 2018 kämpft Muki in der Judo-Bundesliga für den TSV Abensberg.
Muki ist nach Ariel Zeevi der zweite männliche Judoka seines Landes, der einen Europameistertitel errang. Besonders sein Erfolg vor heimischem Publikum bei den Europameisterschaften 2018 wurde in Israel stark wahrgenommen. Er traf im Finale auf den Belgier Sami Chouchi und siegte mit Waza’ari.
Sagi Muki war in verschiedenen internationalen Wettbewerben erfolgreich. Beim Grand Prix in Taschkent gewann er Gold in der Klasse bis 81 kg. Als bester Europäer wurde er Siebter bei der Weltmeisterschaft 2017. Beim Paris Grand Slam holte er die Bronzemedaille, wurde Fünfter bei den Olympischen Spielen in Rio und errang beim Grand Prix in Budapest 2018 wiederum eine Bronzemedaille.
Bei seinem Sieg im Grand Slam in Abu Dhabi kam es am 28. Oktober 2018 zu einem historischen Moment, weil erstmals die Nationalhymne Israels in den Vereinigten Arabischen Emiraten gespielt wurde (vom Hallensprecher angekündigt mit den Worten: „Ladies and gentlemen, please rise for the national anthem of Israel.“) Nachdem der Gastgeber diese Ehrung dem siegreichen Judoka Tal Flicker 2017 noch verweigert hatte, beugte er sich 2018 dem Druck der Internationalen Judo-Föderation, alle Athleten gleich zu behandeln. Im Kampf um Gold hatte Sagi Muki zuvor Matthias Casse aus Belgien bezwungen; Casse war ins Finale gekommen, weil sein iranischer Gegner Saeid Mollaei nach 30 Sekunden Kampfzeit aufgegeben hatte – nach eigenen Angaben wegen einer Verletzung.
2019 erreichte Sagi Muki bei drei Grand-Slam-Turnieren das Finale. In Paris unterlag er dem Deutschen Dominic Ressel, in Ekaterinburg gewann er gegen den Japaner Takanori Nagase und in Baku bezwang er den Bulgaren Iwajlo Iwanow. Bei allen drei Turnieren hatte er auf dem Weg ins Finale Matthias Casse besiegt. Bei den Weltmeisterschaften in Tokio gewann Sagi Muki im Halbfinale gegen den Ägypter Mohamed Abdelaal, im Finale bezwang er Matthias Casse.
Nach der Zwangspause wegen der COVID-19-Pandemie erreichte Muki bei den Europameisterschaften 2021 in Lissabon das Viertelfinale. Nach einer Niederlage gegen den Portugiesen Anri Egutidze gewann er im Kampf um Bronze gegen den Bulgaren Iwajlo Iwanow. Bei den Olympischen Spielen in Tokio schied Muki im Achtelfinale gegen den Österreicher Shamil Borchashvili aus. Im Mixed-Mannschaftswettbewerb gewann die israelische Mannschaft eine Bronzemedaille.
2023 verlor Sagi Muki bei den Weltmeisterschaften in Doha im Halbfinale gegen den Belgier Casse und im Kampf um Bronze gegen den Japaner Nagase. Im April 2024 wurde Muki Fünfter bei den Europameisterschaften in Zagreb, nachdem er im Kampf um Bronze gegen den Türken Vedat Albayrak verloren hatte. Vier Wochen später bei den Weltmeisterschaften in Abu Dhabi verlor Muki seinen Auftaktkampf gegen den Deutschen Timo Cavelius. Bei den Olympischen Spielen in Paris besiegte er Cavelius und schied dann im Achtelfinale gegen den Südkoreaner Lee Joon-hwan aus. Im Mannschaftswettbewerb traf das israelische Team bereits im Achtelfinale auf die Franzosen und unterlag mit 0:4.